# Cemitério dos Pretos Novos
Koordinaten: 22° 53′ 45,79″ S, 43° 11′ 34,61″ W

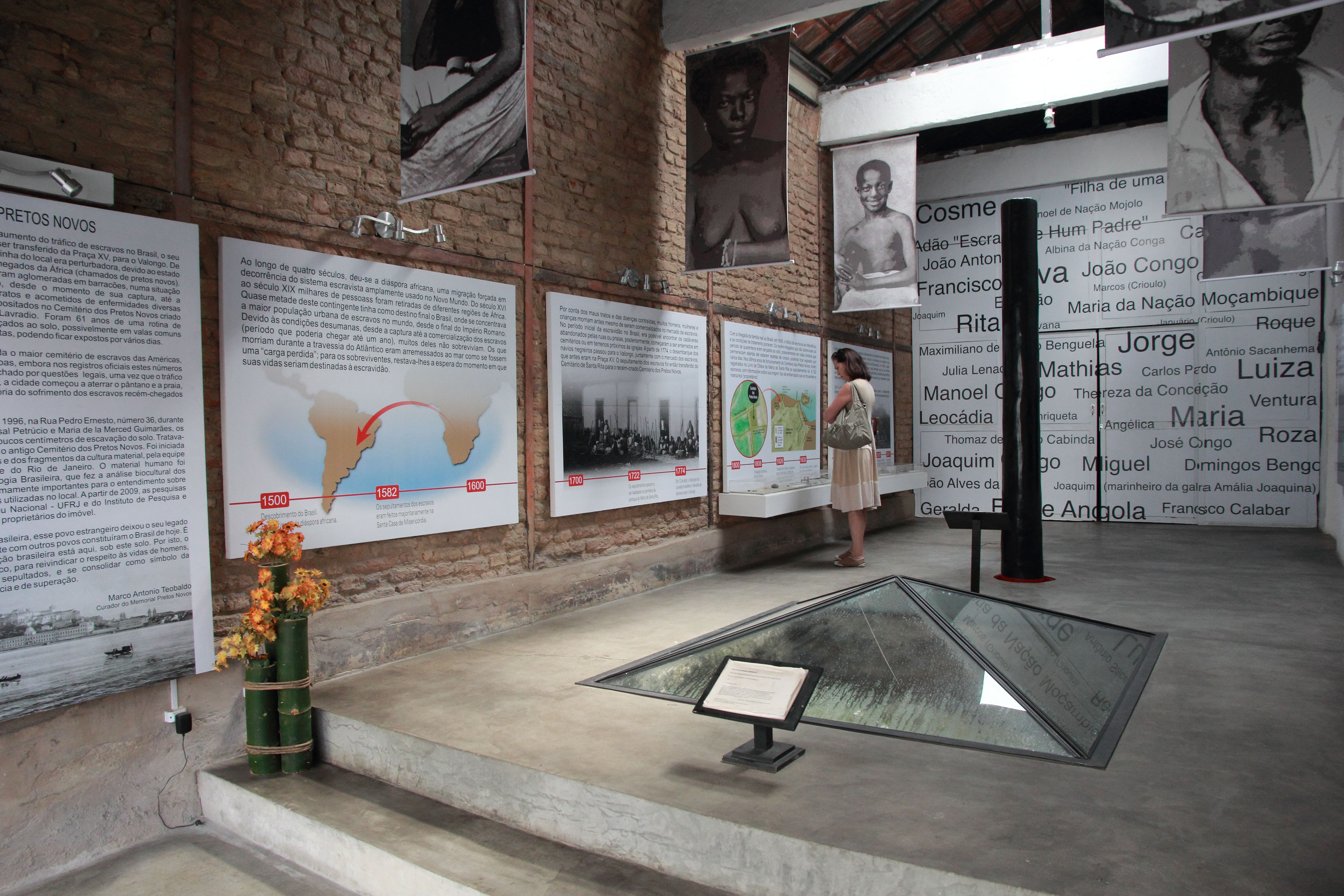
Cemitério dos Pretos Novos, Gedenkstätte des Sklavenfriedhofs

Der Cemitério dos Pretos Novos, deutsch Friedhof der neuen Schwarzen, auch Memorial dos Pretos Novos genannt, ist ein Begräbnisplatz in Rio de Janeiro mit Massengräbern für umgekommene Sklaven.

## Geschichte
Die im Cemitério dos Pretos Novos beigesetzten Sklaven waren etwa ab 1760 während der portugiesischen Kolonialzeit, zur Zeit des Vereinigten Königreichs von Portugal, Brasilien und den Algarven und zur Zeit des Kaiserreichs Brasilien bis etwa 1830 aus Afrika verschleppt worden. Viele von ihnen hatten die Überfahrt über den Atlantik oder die Gefangenschaft in den erbärmlichen Unterkünften bis zum Verkauf auf dem Sklavenmarkt nicht überlebt. Sie wurden entlang der historischen Gamboa-Straße im Bereich des Hafenviertels beerdigt. Der Sklavenfriedhof war kein abgezäuntes Gebiet, sondern zog sich an der ehemaligen Friedhofsstraße entlang, bis in den heutigen Bezirk Saúde. Die Anzahl der dort Bestatteten wird auf 20.000 bis 30.000 geschätzt.
Das Gräberfeld wurde 1996 bei Bauarbeiten im Bairro Gamboa der Zona Central von Rio entdeckt. Das Terrain von Hafen und Friedhof war im Zuge der Urbanisierung Rios überbaut worden, so dass auch auf Privatgrundstücken bei Ausschachtungen immer wieder menschliche Überreste zu Tage kommen.

## DieCais do Valongo
Nahegelegen war der Hafen für Sklavenschiffe im ehemaligen Ortsteil Valongo (Cais do Valongo), der zugleich als Umschlagplatz für die Sklavenhändler diente, der Mercado de Escravos. Zahlreiche der nach Südamerika gebrachten Schwarzafrikaner überstanden die ersten Tage nicht, das Verscharren der Leichen auf dem Sklavenfriedhof war eine Hygienemaßnahme. Über diese Zustände berichteten der irische Geistliche Robert Walsh (1772–1852) 1828 und die Schriftstellerin Maria Graham (1785–1842). Bei Bauarbeiten für die Olympischen Sommerspiele 2016 wurden 2010 die Reste der Anlegestelle der Sklavenschiffe in Valongo ausgegraben. Die Cais do Valongo sind seit Juli 2017 Welterbe in Brasilien.

## Gedenkstätte und Forschungsstätte
Noch im Jahr der Entdeckung des Friedhofes, 1996, wurde dort eine erste Gedenkstätte eingerichtet. Zur heutigen Gedenkstätte gehören eine Ausstellung und eine Abfolge von Fenstern, durch die die Überreste des Friedhofs zu sehen sind. In einer Galerie daneben zeigen Künstler ihre Werke zur Geschichte von Sklavenhandel und Sklaverei. 
Die Gedenkstätte am Cemitério wurde durch eine archäologische Forschungsstätte ergänzt. Über 5500 Knochen und Knochenfragmente wurden exhumiert. Da es sich nicht um vollständige Skelette handelt, ist die Forschung auf Zahnuntersuchungen mit Hilfe der Strontiumisotopenanalyse angewiesen. Zu den beteiligten Wissenschaftlern und Forschungseinrichtungen zählen u. a. Murilo Quintans Bastos von der Universidade de Brasília, Sheila Mendonça de Souza und Ricardo Ventura Santos von der Escola Nacional de Saúde Publica Sergio Arauca (ENSP) der Fundação Instituto Oswaldo Cruz (Fiocruz). Sie fanden heraus, dass die Herkunft der Afrobrasilianer von der Atlantik- und Ostküste Afrikas bedeutend weiter gestreut ist als allgemein angenommen. Dies deckt sich mit vergleichbaren Funden aus Salvador in Bahia, dem anderen Sklavenzentrum im Norden Brasiliens. Das ENSP hat dafür das Forschungsprogramm Por uma antropologia biológica do tráfico de escravos africanos para o Brasil: análise das origens dos remanescentes esqueletais do Cemitério dos Pretos Novos, Rio de Janeiro eingerichtet. Durch Untersuchungen der Zahnmodifikationen, hier vor allem Zahnfeilungen, lassen sich präkolumbische Techniken von den ursprünglich afrikanischen und den neuzeitlichen der Afrobrasilianer unterscheiden, was eine eindeutigere Zuordnung von Funden ermöglicht.
Das Memorial dos Pretos Novos ist eine Privatstiftung, die zum Instituto de Pesquisa e Memória Pretos Novos (IPN) gehört.